# Адельберт Сент-Джон
Адельберт Сент-Джон (нім. Adelbert St. John, 10 липня 1931, Пінчер-Крік — 18 грудня 2009, Клагенфурт-ам-Вертерзе) — австрійський хокеїст канадського походження, що грав на позиції крайнього нападника. Грав за збірну команду Австрії.

## Ігрова кар'єра
Професійну хокейну кар'єру розпочав 1953 року.
Протягом професійної клубної ігрової кар'єри, що тривала 27 років, захищав кольори команд Вінер ЕВ, «Клагенфурт», «Зальцбург», «Больцано», «Ноттінгем Пантерс», «Іннсбрук» та «Філлах».
Виступав за збірну Австрії зокрема двічі захищав кольори команди на зимових Оліміпйських іграх 1964 і 1968.

## Досягнення
- Чемпіон Австрії в складі Вінер ЕВ — 1962.
- Чемпіон Австрії в складі «Клагенфурт» — 1964, 1965, 1966, 1967, 1968, 1969, 1970, 1971.